# 想见你、想见你、却见不到。
《想見你、想見你、卻見不到。》（日语：会いたい、会いたい、会えない。）是日本男子雙人組合近畿小子的第40張單曲。2018年12月19日由Johnny's Entertainment所發行。

## 概要
《想见你、想见你、却见不到。》是自2018年1月的「Topaz Love/DESTINY」以來，相隔11個月的單曲，也是繼2017年7月發行的「The Red Light」之後再次與久保田利伸合作的中板情歌。
與前一張作品相同，發行初回版A，初回版B及普通版三種版本，各版收錄的歌曲各有不同。
初回版A、B皆有附DVD。
初回A的DVD收錄『想見你、想見你、卻見不到。』的MV
初回B的DVD收錄『想見你、想見你、卻見不到。』現場演唱版的影像
而廣告的旁白由遠藤憲一來擔任。

## 排行榜成績
首周的銷量為18萬張，在12月31日日本公信排行榜週間單曲排行榜中初登場獲得第一名。
連續23年單曲連續獲得第一名，更新了從出道開始連續40張單曲獲得第一名的記錄

## 收錄曲

### 初回版A
CD
1. 想見你、想見你、卻見不到。
（作詞：久保田利伸・森大輔 / 作曲：久保田利伸 / 編曲：CHOKKAKU / 合音編排：森大輔）
堂本剛・堂本光一所代言的ReBoot珠寶品牌『Bijoude』廣告曲。[5]
2. 想見你、想見你、卻見不到。 -Backing Track-

DVD
- 想見你、想見你、卻見不到。 Music Clip

### 初回版B
CD
1. 想見你、想見你、卻見不到。
2. SNOW TEARS
（作詞：EMI K.Lynn / 作曲：Andreas Stone Johansson、Denniz Jamm、Peter Boyes、STEVEN LEE / 編曲：安部潤）

DVD
- 想見你、想見你、卻見不到。 LIVE Music Clip

### 普通版
1. 想見你、想見你、卻見不到。
2. Give me your love
（作詞：Komei Kobayashi / 作曲：Nicklas Eklund、Koos Kamerling / 編曲：Nicklas Eklund）
3. 無名未來
（作詞：Satomi / 作曲：Shusui、Josef Melin / 編曲：十川ともじ / 合音編排：Ko-saku）

### 出典
1. ↑  . ORICON NEWS. オリコン. 2018-12-28  [2019-01-19]. （原始内容存档于2019-01-20） （日语）.
2. ↑  . JAPAN billboard. 2018-12-26  [2019-01-19]. （原始内容存档于2019-01-19） （日语）.
3. ↑  . Twitter.   [2020-07-07] （日语）.
4. ↑  . ORICON NEWS.   [2020-07-07]. （原始内容存档于2020-07-09） （日语）.
5. ↑  Inc, Natasha. . 音楽ナタリー.   [2020-07-07]. （原始内容存档于2020-07-08） （日语）.